# Flintbek
Flintbek er en kommune og administrationsby i det nordlige Tyskland, beliggende i Amt Flintbek i den østlige del af Kreis Rendsborg-Egernførde. Kreis Rendsborg-Egernførde ligger i den centrale del af delstaten Slesvig-Holsten.

## Geografi
Flintbek ligger omkring 13 km sydvest for Kiel og i kommunen ligger landsbyerne Kleinflintbek, Großflintbek og Voorde.
I kommunen står det mellem 800 og 1000 år gamle takstræ Flintbeker Eibe (de).